# Scribus
Scribus is een desktoppublishing (dtp)-applicatie met een groot aantal mogelijkheden om lay-out te verzorgen op een wijze zoals in de gangbare commerciële programma's: Adobe PageMaker, QuarkXPress en Adobe InDesign. Er zijn versies voor Windows, Mac, Linux, Unix en OS/2.
Scribus is ontwikkeld voor flexibele lay-out en typesetting, het biedt de mogelijkheid professionele en drukklare kwaliteit af te leveren. Er kunnen ook geanimeerde en interactieve PDF-presentaties en formulieren mee gecreëerd worden.
Het is vrijgegeven onder de GPL waardoor Scribus vrije software is.

## Mogelijkheden
Scribus ondersteunt de meeste afbeeldingsformaten waaronder ook SVG. Scribus ondersteunt CMYK-kleuren en ICC color management. Hoewel het geschreven is in C++, heeft het ingebouwde scripting die gebruikmaakt van Python. Het is beschikbaar in meer dan 24 talen.
Afdrukken wordt gerealiseerd via een eigen interne level 3 PostScript-driver, deze biedt ondersteuning voor het inbedden van lettertypen en sub-setting met TrueType-, Postscript Type 1- en OpenType-lettertypes. De interne driver biedt volledige ondersteuning voor PostScript Level 2 en deels Level 3.
Er is PDF-ondersteuning voor transparantie, encryptie en een groot aantal mogelijkheden van de PDF 1.4-norm alsook PDF/X3, dus ook interactieve PDF-formuliervelden, aantekeningen en bladwijzers.
Het bestandsformaat is gebaseerd op XML en is uitgebreid gedocumenteerd. Tekst kan geïmporteerd worden uit OpenDocument-tekstdocumenten, maar ook RTF, Microsoft Word .doc en HTML-formaten (hoewel beperkingen van toepassing zijn). Voor versie 1.5 werd het bestandsformaat uitgebreid gewijzigd, waardoor het nieuwe formaat niet compatibel is met Scribus 1.4 en lager. In versie 1.5 werd ondersteuning voor tabellen toegevoegd.
Scribus kon tot en met versie 1.4 documenten lezen van commerciële programma's zoals QuarkXPress, Microsoft Publisher en InDesign. De ontwikkelaars wijzen enerzijds op het feit dat de gegevens uit een DTP-programma veel complexer zijn dan bijvoorbeeld uit een spreadsheet. Anderzijds zijn er ook nog de problemen met de eigendomsrechten van sommige formaten. Er is bovendien geen openbare documentatie over die formaten beschikbaar.
Desondanks werd in Scribus 1.5 ondersteuning toegevoegd voor het importeren van documenten in de bestandsformaten van Adobe InDesign XML (IDML), Adobe InDesign Snippets (IDMS), Adobe PageMaker (P65, PMD), Apple iWorks PAGES, Microsoft Publisher (PUB), QuarkXPress Tags (XTG), VIVA Designer XML en Xara Page & Layout Designer (XAR).

## Geschiedenis
- 26 juni 2003 - Scribus 1.0
- 28 augustus 2004 - Scribus 1.2.0
- 15 juli 2005 - Scribus 1.3.0 - onstabiele versie, eerste versie voor Windows en Mac OS X
- 10 november 2006 - Scribus 1.3.3.5
- 9 januari 2007 - Scribus 1.3.3.7 - eerste versie voor OS/2
- 8 mei 2007 - Scribus 1.3.3.9
- 30 mei 2007 - Scribus 1.3.4 - onstabiele versie
- 8 januari 2008 – Scribus 1.3.3.10
- 11 januari 2008 – Scribus 1.3.3.11
- 23 juni 2008 – Scribus 1.3.3.12
- 15 april 2009 - Scribus 1.3.3.13
- 20 april 2009 - Scribus 1.3.5 - onstabiele versie
- 11 augustus 2009 - Scribus 1.3.5.1 onstabiele versie
- 1 januari 2012 - Scribus 1.4.0
- 30 april 2012 - Scribus 1.4.1
- 14 januari 2013 - Scribus 1.4.2
- 31 juli 2013 - Scribus 1.4.3
- 28 mei 2014 - Scribus 1.4.4
- 31 januari 2015 - Scribus 1.4.5
- 11 januari 2016 - Scribus 1.4.6
- 25 mei 2015 - Scribus 1.5.0 onstabiele versie
- 14 februari 2016 - 1.5.1 onstabiele versie
- 14 mei 2016 - 1.5.2 onstabiele versie
- 22 mei 2017 - 1.5.3 ontwikkelingsversie[4]
- 28 april 2018 - Scribus 1.4.7
- 28 april 2018 - 1.5.4 ontwikkelingsversie[5]
- 3 maart 2019 - Scribus 1.4.8
- 2 augustus 2019 - 1.5.5 ontwikkelingsversie[6]